# Koceljeva
Koceljeva (in serbo Коцељева?) è una città e un comune del distretto di Mačva, nel nord-ovest della Serbia centrale.

## Geografia antropica

### Suddivisioni amministrative
Oltre alla città capoluogo, il comune comprende i seguenti sobborghi:
- Batalage
- Brdarica
- Bresnica
- Galović
- Goločelo
- Gradojević
- Donje Crniljevo
- Draginje
- Družetić
- Zukve
- Kamenica
- Ljutice
- Mali Bošnjak
- Svileuva
- Subotica
- Ćukovine

## Composizione etnica
La composizione etnica del comune, aggiornata al 2017, è la seguente:
| Etnia             | Popolazione |
| ----------------- | ----------- |
| Serbi             | 12.107      |
| Rom               | 850         |
| Russi             | 7           |
| Bosgnacchi        | 6           |
| Gorani            | 5           |
| Slavi meridionali | 5           |
| Croati            | 5           |
| Altre             | 144         |
| Totale            | 13.129      |